# Lilla Jönssonligan på styva linan
Lilla Jönssonligan på styva linan är en svensk film från 1997. Det är den andra av fyra filmer om Lilla Jönssonligan, och uppföljaren till Lilla Jönssonligan och cornflakeskuppen (1996).

## Handling
Det är slutet av 1950-talet. Sickan, Ragnar och Harry har svårt att hitta på något kul sommarlovsgöra – fram tills de står på öppen gata och ser ett tivoli rulla in genom staden, där tivolit kommit för att stanna i staden under flera dagar. 
De barn som hjälper till med att sätta upp tivolit belönas med några fribiljetter, men när Ragnar och Harry kommer dit för att hjälpa till är arbetsstyrkan redan överbemannad och de avvärjs av clownen. Under tiden har Sickan återvänt till kojan och hunnit tänka ut en plan över hur ligan ska kunna komma över en lyxigt stor bunt biljetter till tivolit, vilket de genomför samma kväll, men dagen efter stjäls biljetterna av deras ärkefiende Junior Wall-Enberg. 
Vid ligans hämndaktion mot Junior i hans hem följande kväll, under tiden som familjen Wall-Enberg håller en invigning av stadens nya konstmuseum för stadsinvånarna en bit därifrån, är de inte ensamma; Tre av tivoliartisterna dyker också upp (kanonkulan, clownen och svärdslukerskan), som snabbt visar sig vara konsttjuvar och roffar åt sig hela Wall-Enbergs stora värdefulla tavelsamling. Dessvärre är det Jönssonligan som kommer att misstänkas för stölden.

## Rollista
- Kalle Eriksson – Charles-Ingvar "Sickan" Jönsson
- Jonathan Flumée – Ragnar Vanheden
- Fredrik Glimskär – Dynamit-Harry
- Jonna Sohlmér – Doris
- Robert Gustafsson – Kanonkulan
- Johan Rabaeus – clownen
- Ulla Skoog – svärdslukerskan
- Loa Falkman – direktör Oscar Wall-Enberg
- Peter Harryson – tivolidirektören
- Micke Dubois – Loket
- Olof Thunberg – morfar Elis
- Anders Öström – Morgan "Junior" Wall-Enberg
- Mats Wennberg – Biffen
- Niklas Falk – Sigvard Jönsson
- Cecilia Nilsson – Tora Jönsson
- Maria Weisby – Lillian Wall-Enberg
- Erik Lindman – poliskonstapel Pinnen
- Isak Ekblom – Sven-Ingvar Jönsson
- Freja Berglund – Sikkan Jönsson

## Om filmen
Peter Rangmar som spelar Sickans pappa i den förra filmen, Lilla Jönssonligan och cornflakeskuppen, avled i maj 1997. Därför spelar Niklas Falk rollen i den här filmen.

## Musik
Musiken skrevs av Christer Sandelin. Ledmotivet Pojkar som män utgavs 1997 på CD av Antenna.

## Utgivning
Filmen utgavs som ljudbok 1997 på CD av Antenna.

## Mottagande
Filmen fick negativa recensioner av filmkritiker.
| ”                         | Förra årets start för vad som ser ut att bli ett återkommande dåligt skämt, Lilla Jönssonligan och cornflakeskuppen, försökte dölja ett underskott av inspiration med ett överskott av långsökt och torftig kommersiell konstruktion. Årets uppföljare lyckas med bedriften att sänka kvaliteten ännu mer. Charm, spänst, sinne för humor, blick för komiska poänger, sånt gör vi bäst i att tala tyst om, liksom om barnskådespelarnas framtoning. Allt som allt tyder det nya bidraget till en dödfödd serie på en remarkabelt låg tanke om den yngre publikens anspråk på underhållning. | „ |
| – Jan Aghed i Sydsvenskan | |   |